# Kazablan
Pour plus de détails, voir Fiche technique et Distribution.
Kazablan est un film israélien réalisé par Menahem Golan, sorti en 1974.

## Fiche technique
- Titre original : Kazablan
- Réalisation : Menahem Golan
- Scénario : Menahem Golan et Haim Hefer. David Paulsen (dialogue en anglais), d'après la pièce éponyme de Joel Silberg et Yigal Mosenzon
- Direction artistique : Shlomo Zafrir
- Photographie : David Gurfinkel
- Montage : Dov Hoenig (en)
- Musique : Dov Seltzer (en)
- Production : Menahem Golan
  - Production déléguée : Yoram Globus
- Société(s) de production : Noah Films
- Pays d'origine : Israël
- Année : 1974
- Langue originale : hébreu
- Format : couleur – 35 mm – 2,35:1 – mono
- Genre : musical
- Durée : 122 minutes
- Dates de sortie : 
  -  États-Unis : 8 mai 1974 (New York)
  -  États-Unis : 12 juin 1974 (San Francisco)

## Distribution
- Yehoram Gaon : Kazablan
- Efrat Lavie : Rachel
- Arieh Elias : Moshiko
- Etti Grotes : Maryuma
- Yehuda Efroni : Mr Feldman
- Gita Luka : Mme Feldman
- Aliza Azikri : chanteur
- Yossi Graber : Yanush
- Misha Asherov : Josh
- Abraham Ronai : Sarevsky

## Distinctions

### Nominations
- Golden Globes 1974 :
  - Golden Globe de la meilleure chanson originale pour Yehoram Gaon
  - Golden Globe du meilleur film étranger